# Harvest Publishing
La Harvest Publishing (ハーヴェスト出版?) (anche nota come harvest-inc.) è una casa editrice giapponese.
Non va confusa con l'omonima azienda d'editoria situata nella Prefettura di Shimane.

## Storia
Fondata nel dicembre 2000, nel maggio 2001 ha ereditato la Harvest Novels, un'azienda di libri per adulti fondata da Yuhi e filiale di Leaf Publishing (fallita nel 2007). Fino all'aprile 2007 è stata attiva solo nella produzione di questi ultimi, prima di dare avvio alla propria collana Ike! Ike! Our, alla quale seguiva il nome dell'opera. Da allora ha cominciato a specializzarsi in diversi settori, dal fumetto alla letteratura per ragazzi.